# Psautier Macclesfield
Le psautier Macclesfield est un manuscrit enluminé contenant le livre des Psaumes, exécuté dans l'Est-Anglie en Angleterre vers 1330. Classé trésor national au Royaume-Uni, il est actuellement conservé au Fitzwilliam Museum de Cambridge.

## Histoire
Écrit vers 1330 dans la région de l'Est-Anglie en Angleterre, il est nommé selon son propriétaire qui l'a redécouvert en 2004, le comte de Macclesfield, dans son château de Shirburn (en).
Le manuscrit est mis en vente chez Sotheby's et est acquis le 22 juin 2004 par le musée américain J. Paul Getty. Cet achat par un musée étranger soulève durant un temps une controverse, à tel point que la ministre de la culture de l'époque, Estelle Morris, interdit au manuscrit de sortir du territoire le temps pour un musée anglais de se porter acquéreur.
Finalement en janvier 2005 le Fitzwilliam Museum réussit à réunir la somme de 1 700 000 £, aidé par le National Heritage Memorial Fund, l'Art Fund, l'État britannique et les Friends of Fitzwilliam et l'acquiert le mois suivant.

## Description
Le manuscrit est composé de 250 feuillets et comprend le texte des 150 psaumes. Outre trois miniatures en début d'ouvrage, il est décoré de grandes lettrines historiées situées au début de chaque psaume. 

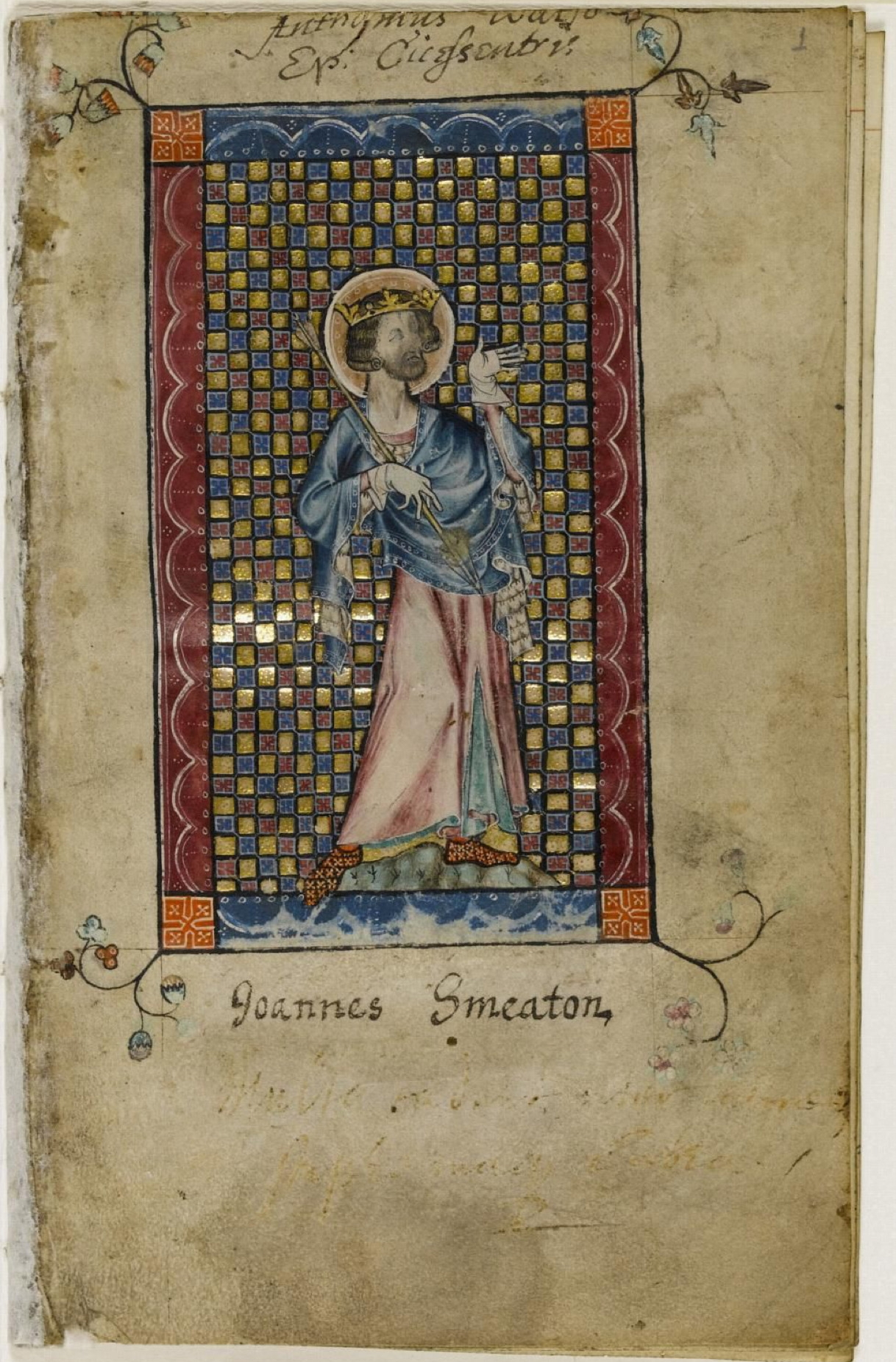
Miniature de saint Edmund de Bury, f.1r
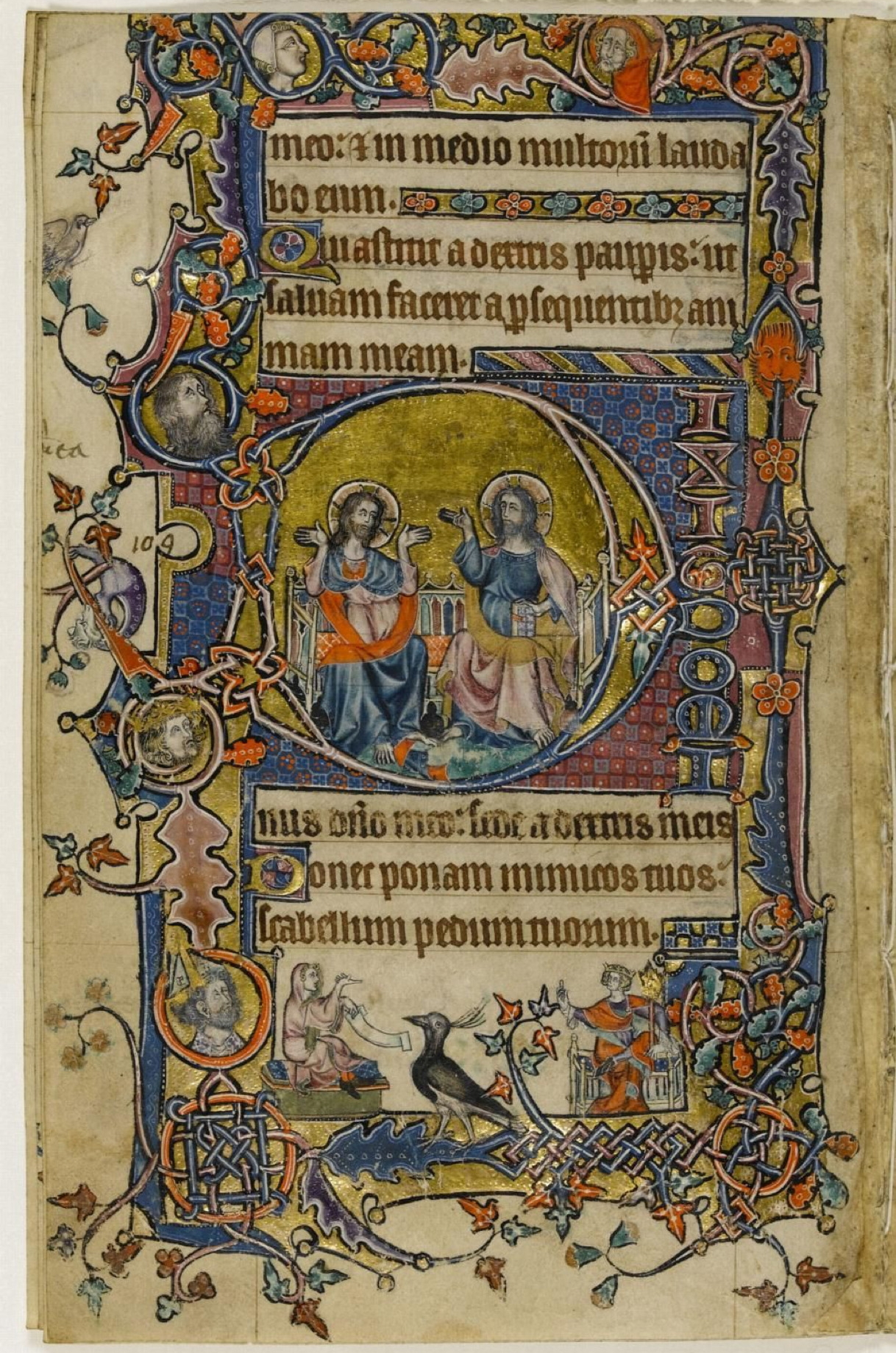
Lettrine historiée : le père et le fils, f.161v